# Michel Fargeot
Michel Fargeot (1942-1987) est un sculpteur français, lauréat du Prix de Rome de sculpture en 1967.

## Biographie
Michel Fargeot est né en 1942. Élève de l'École nationale supérieure de Beaux-Arts à Paris, il s'inscrit dans l'atelier de sculpture de Robert Couturier.
En 1967, il est l'un des deux lauréats du Prix de Rome de sculpture avec Anne Houllevigue (aussi connu sous le nom d'artiste Anne Poirier). Tous deux ont concouru sur le thème Le triomphe de la mort et leurs œuvres sont conservées dans les réserves de l'école des Beaux-Arts de Paris. Il devient de fait pensionnaire à la Villa Médicis de Rome de 1969 à 1972 alors que Balthus est le directeur de l'Académie de la France à Rome.
De la période comprise de 1972, année de son retour de Rome, jusqu'à 1987 et sa mort, à 45 ans les informations manquent.

## Œuvres
L'unique œuvre connue de Michel Fargeot est celle qui lui permet de remporter le prestigieux Prix de Rome.